# Ulipristal acetato
L'ulipristal acetato è un farmaco appartenente alla classe dei modulatori selettivi del recettore del progesterone, utilizzabile come metodo di contraccezione d'emergenza durante le 120 ore (5 giorni) successive a un rapporto sessuale.
Viene commercializzato dalla HRA Pharma sotto il nome di EllaOne nell'Unione europea e come Ella negli Stati Uniti d'America.
Dalla sua prima autorizzazione all'immissione in commercio il 23 febbraio 2012, l'ulipristal acetato è stato prescritto per i fibromi uterini come Esmya, o Fibristal in Canada. È una pillola a basso dosaggio prodotta dal laboratorio Gedeon Richter.
L'OMS precisa che la contraccezione d'emergenza a base di ulipristal acetato ha un'efficacia contraccettiva del 98%, specialmente se assunto entro le 72 ore successive al rapporto.

## Storia e diffusione
In Europa l'Agenzia europea per i medicinali ne ha autorizzato la commercializzazione dal 15 maggio 2009 e attualmente il farmaco è autorizzato in 39 paesi (27 dell'Unione europea e inoltre Norvegia, Islanda, Liechtenstein, Serbia, Croazia, Bosnia, Gibuti, Gabon, Israele, Singapore e Sud Corea) ed è in vendita in Regno Unito, Francia, Germania e Spagna.
Negli Stati Uniti d'America la Food and Drug Administration ne ha autorizzato la commercializzazione dal 14 agosto 2010.

### Italia
In Italia la commercializzazione è stata autorizzata dal 14 novembre 2011, dopo aver ottenuto l'approvazione da parte del Consiglio superiore di sanità e la conseguente autorizzazione da parte del comitato tecnico scientifico dell'Agenzia italiana del farmaco, cominciando a essere effettivamente disponibile dal 2 aprile 2012.
Dal 9 maggio 2015 la vendita in farmacia era diventata libera eccetto che per le minorenni, per le quali era necessaria la ricetta medica. Inoltre non era più richiesto il test di gravidanza, a differenza di quanto accadeva inizialmente.
Il 10 ottobre 2020 L'AIFA pubblica un comunicato che stabilisce il passaggio da "Medicinale soggetto a prescrizione medica da rinnovare volta per volta" (RNR), per le pazienti di età inferiore ai 18 anni, e "Medicinale non soggetto a prescrizione medica, ma non da banco" (SOP), per le pazienti maggiorenni, a "Medicinale non soggetto a prescrizione medica ma non da banco" per tutti, anche per minorenni. La scelta dell'AIFA sulla libera dispensazione del farmaco per le minori di 18 anni permette anche alle minorenni di 18 anni di acquistare il medicinale senza prescrizione medica.

## Farmacocinetica
In studi animali, il farmaco è stato rapidamente e quasi completamente assorbito a livello intestinale. L'assunzione di cibo ritarda l'assorbimento, ma non è noto se questo fatto abbia una qualche rilevanza clinica.
Ulipristal acetato è metabolizzato a livello epatico, molto probabilmente dal CYP3A4, e in piccola parte dal CYP1A2 e CYP2D6. I due principali metaboliti hanno dimostrato di essere farmacologicamente attivi, ma meno del farmaco originale. La via principale di escrezione è con le feci.

### Interazioni
Ulipristal acetato probabilmente interagisce con i substrati di CYP3A4, come la carbamazepina, ma questa interazione potrebbe non essere clinicamente rilevante in caso di assunzione di una singola dose del farmaco.
È possibile anche l'interazione con levonorgestrel e di altri substrati del recettore per il progesterone, nonché con i glucocorticoidi.

## Farmacodinamica
In quanto modulatore selettivo del recettore del progesterone, ulipristal acetato ha effetti in parte agonisti e in parte antagonisti sul recettore del progesterone.
Si lega anche al recettore dei glucocorticoidi, ma non ha alcuna affinità rilevante per i recettori degli estrogeni, degli androgeni e dei mineralcorticoidi.
Trial clinici in fase II suggeriscono che il meccanismo potrebbe consistere nel bloccare o ritardare l'ovulazione e nel ritardare la maturazione dell'endometrio.

## Impiego clinico

### Contraccezione d'emergenza
Ulipristal acetato agisce come contraccettivo d'emergenza principalmente spostando il picco dell'ormone luteinizzante che precede l'ovulazione, riuscendo quindi a ritardarla o evitarla. Ulipristal acetato 30 mg può riuscire a ritardare o bloccare l'ovulazione anche se assunto immediatamente prima del momento in cui è prevista l'ovulazione, ossia quando il picco di LH è già iniziato a salire. Questo vantaggio si può tradurre clinicamente in una elevata e immediata efficacia.
Secondo la scheda tecnica del farmaco prodotta dall'EMA l'ulipristal acetato è in grado di ritardare la maturazione dell'ovulo e il suo rilascio in modo tale da prevenire la fecondazione.
Studi scientifici eseguiti su colture cellulari dimostrano che ulipristal acetato contrasta l'azione di stimolo messa in atto da progesterone ed estrogeni e inibisce in maniera evidente la proliferazione delle cellule dell'endometrio. Come è noto l'azione progestinica è centrale e critica perché avvenga la fecondazione pertanto anche se si ritiene che l'inibizione o il ritardo dell'ovulazione siano il principale meccanismo d'azione del farmaco, le stesse alterazioni dell'endometrio possono contribuire all'efficacia della molecola.
In una metanalisi condotta su una popolazione di più di 3 400 donne, il rischio di gravidanza è risultato ridotto di quasi la metà rispetto a quello del levonorgestrel nel gruppo di donne che hanno assunto la contraccezione di emergenza entro 72 ore dal rapporto non protetto. Inoltre il rischio di gravidanza a seguito di assunzione di ulipristal acetato è risultato diminuito di 2/3 rispetto al levonorgestrel, quando i farmaci venivano assunti entro 24 ore dal rapporto non protetto.
Ulipristal paragonato a levonorgestrel è risultato altrettanto ben tollerato.
In uno studio dell'Università di Hong Kong presentato a fine maggio 2014 al 13th Congress of the European Society of Contraception and Reproductive Health a Lisbona, è stato confermato quanto già emerso da uno studio del 2013 pubblicato su Contraception nel 2014, che rilevava su più di 1 milione di donne utilizzatrici di ulipristal, un tasso di abortività, in caso di gravidanza, comunque minore (13,8%) rispetto a quello della popolazione generale (20%). Si dimostrava così, che ulipristal non ha effetti negativi sull'esito di una gravidanza.
Nel nuovo studio, in vitro, è stato dimostrato che, a seguito di trattamento con ulipristal acetato, se già è avvenuta la fecondazione, non compaiono effetti inibitori sull'eventuale attecchimento dell'ovulo fecondato. Gli sperimentatori di Hong Kong sono partiti utilizzando una coltura di cellule endometriali umane aspirate a 7 giorni di distanza dal picco di ormone luteinizzante, vale a dire nell'epoca che generalmente corrisponde a un inizio di impianto. Queste colture cellulari sono state successivamente trattate con UPA a dosi 10 volte superiori a quelle utilizzate per motivi farmacologici. Gli sperimentatori non hanno evidenziato differenze significative e hanno pertanto concluso ritenendo che il trattamento con ulipristal acetato non sembra esercitare effetti inibitori sull'eventuale attecchimento/impianto.

### Gestione dei fibromi uterini
La molecola viene anche utilizzata per la gestione medica dei fibromi uterini. Una pillola contenente 5 mg di ulipristal acetato va assunta ogni giorno per 3 mesi. Può ridurre o bloccare il sanguinamento (metrorragia) in pochi giorni. Induce anche la regressione del volume dei fibromi uterini. Un trattamento di più di 3 mesi riduce il volume dei fibromi, facendoli a volte scomparire. Il meccanismo d'azione di questa molecola non è ancora ben compreso. Come altri modulatori selettivi del selettore del progesterone (SPRM), modula l'azione del progesterone, essendo essenzialmente antagonista nei test funzionali, grazie alla sua capacità di reclutare repressori trascrizionali. Tuttavia, l'azione specifica di ulipristal acetato sui fibromi rimane scarsamente comprensibile. In vivo, ulipristal acetato ha ridotto la proliferazione delle cellule tumorali, ne induce la morte per apoptosi e diminuisce la fibrosi presente in questi tumori, probabilmente mediante l'azione di metalloproteinasi della matrice.

## Controindicazioni
Ulipristal acetato non deve essere assunto da donne affette da gravi malattie epatiche a causa del suo metabolismo mediato dal CYP. I suoi effetti su donne di età inferiore ai 18 anni non sono stati oggetto di studi scientifici.

### Gravidanza
Studi su animali (ratti e conigli) hanno dimostrato che ulipristal acetato è embriotossico a dosi superiori a 1 g. L'EMA ha proposto di evitare qualsiasi allusione a un possibile uso come abortivo nel foglietto illustrativo per evitare la possibilità di trattamenti off-label. È improbabile che ulipristal acetato possa essere efficacemente utilizzato come abortivo, poiché viene utilizzato in dosi molto più basse (30 mg) rispetto al mifepristone a dosaggio approssimativamente equipotente (600 mg), e poiché mifepristone deve essere combinato con una prostaglandina per indurre l'aborto. Tuttavia, i dati sulla embriotossicità negli esseri umani sono molto limitati e, a dosi più basse negli studi su animali, non si è osservato potenziale di teratogenicità (difetti alla nascita). Prima di assumere il farmaco è necessario escludere una gravidanza. Delle 92 donne studiate rimaste gravide nonostante l'assunzione di ulipristal acetato, 61 decisero di ricorrere all'interruzione della gravidanza, 14 ebbero un aborto spontaneo (tasso di abortività spontanea in linea con quanto riscontrabile nella popolazione generale non esposta al farmaco, 7 proseguirono la gravidanza, e 10 furono "perse al follow-up".

### Allattamento
Si raccomanda di non allattare al seno entro una settimana dall'assunzione del farmaco in quanto non è noto se acetato o suoi metaboliti vengono escreti nel latte materno.

## Effetti collaterali
Gli effetti indesiderati più comuni comprendono dolore addominale e disturbi mestruali temporanei. Mal di testa e nausea sono stati osservati a seguito di somministrazione a lungo termine (12 settimane), ma non dopo una singola dose.
I metodi contraccettivi ormonali possono comportare depressione anche grave, tendente a comportamenti suicidari e al suicidio. Per questa ragione, l'Agenzia italiana del farmaco invita le donne che assumono ormoni contraccettivi a segnalare al proprio medico senza indugio qualsiasi sintomo al riguardo